# Sibovia civilis
Sibovia civilis är en insektsart som beskrevs av Fowler 1900. Sibovia civilis ingår i släktet Sibovia och familjen dvärgstritar. Inga underarter finns listade i Catalogue of Life.